# 赤沙北站
赤沙北站是广州地铁12號線的一个车站，位于中国广东省广州市海珠区会展大道，赤沙车辆段西南侧地底，于2025年6月29日启用。

## 车站结构

### 车站楼层
本站共设有两层。其中地面为车站各出入口，周边为会展大道、11号线赤沙车辆段及上盖建筑（琶洲南TOD）等周边建筑。地下一层为站厅；地下二层为12号线站台。
| 地下一层 | 站厅                       | 售票機、客服中心、商店、警务室、安检设施 |  |  |
| 地下二层 | 2 站台                     | █12号线 二沙島方向（下站：赤岗塔）       |  |  |
|          | 岛式站台（卫生间、母婴室） |                                          |  |  |
|          | 1 站台                     | █12号线 大学城南方向（下站：赤沙）       |  |  |

### 站厅

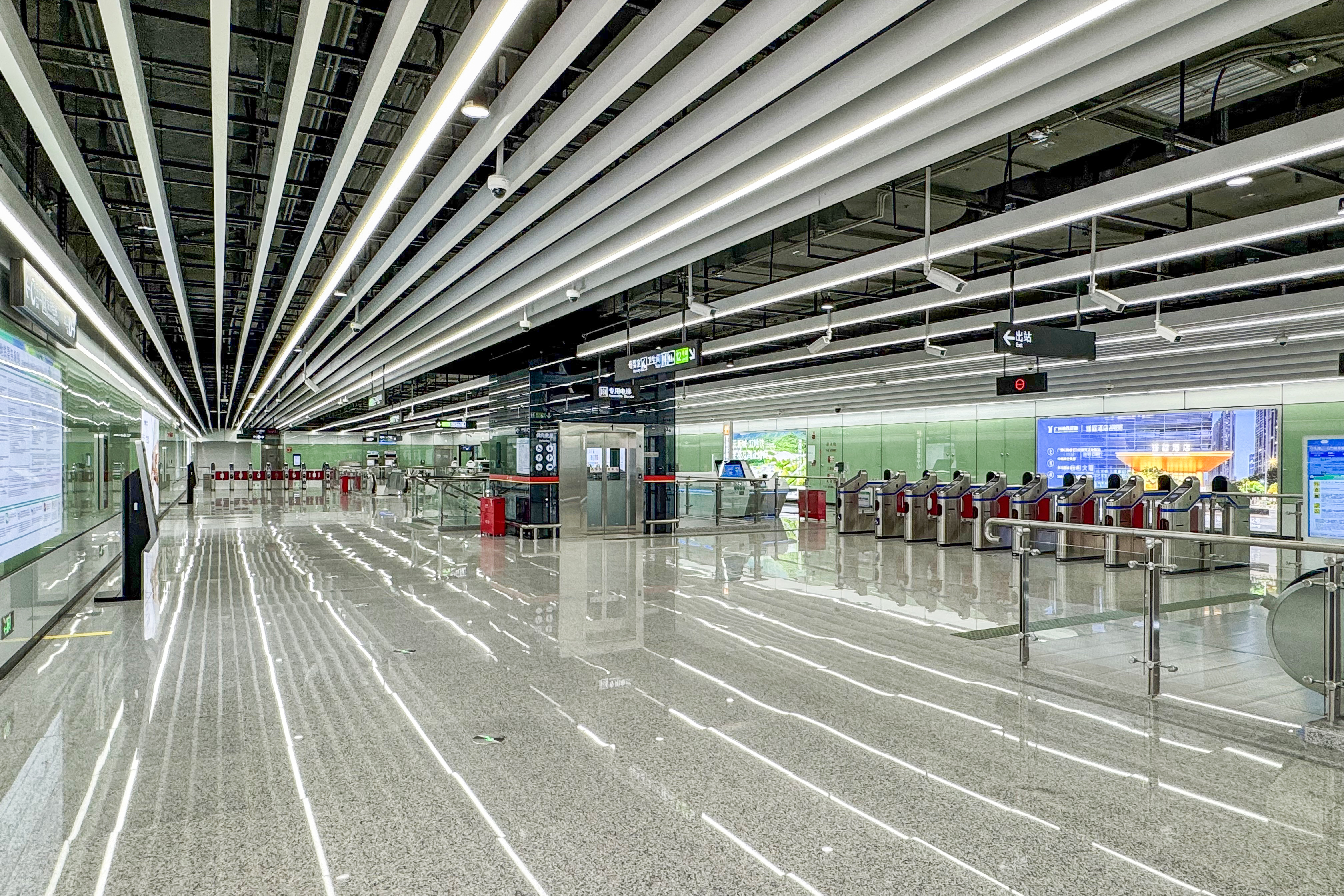
站厅

赤沙北站站厅設有自动售票機及智能客服中心。自動體外去顫器设于车站控制中心旁靠近D出入口处。
为方便行人进出，赤沙北站站厅西侧被划分为收费区，收费区内设有专用电梯、多条扶手电梯及楼梯方便乘客前往月台。

### 月台
本站设有一个岛式月台，位于会展大道的地底。
本站的卫生间及母婴室设于站台往大学城南方向的端头。

1号月台全景图（12号线往大学城南方向）

### 出入口
赤沙北站启用时设有C、D两个出入口供乘客进出。
|                                           |                                                       |      |          |                  |
| 编号                                      | 设施                                                  | 照片 | 出口指示 | 建议前往的目的地 |
| C                                         | 盲道标志 · 升降机标志 · 无障碍通道标志 · 扶手电梯标志 |      | 会展大道 | 公交：赤沙北总站 |
| D                                         | 盲道标志 · 扶手电梯标志                               |      | 会展大道 |                  |
| 註： 設有 \| 設有 \| 設有 \| 設有扶手電梯 |                                                       |      |          |                  |

## 接驳交通
车站附近设有赤沙北总站，可供乘客前往磨碟沙、琶洲等地。
| 公交线路 \| 编号 \| 编号 \| 线路 \| 线路 \| 线路 \| 收费 \| 备注 \| \| ---- \| ---- \| ---- \| ---- \| ------ \| ---- \| ---- \| \| \| 461 \| 北山 \| ⇆ \| 赤沙北 \| 2元 \| \| |      |      |      |        |      |      |
| 编号 | 编号 | 线路 | 线路 | 线路   | 收费 | 备注 |
| | 461  | 北山 | ⇆    | 赤沙北 | 2元  |      |

## 历史

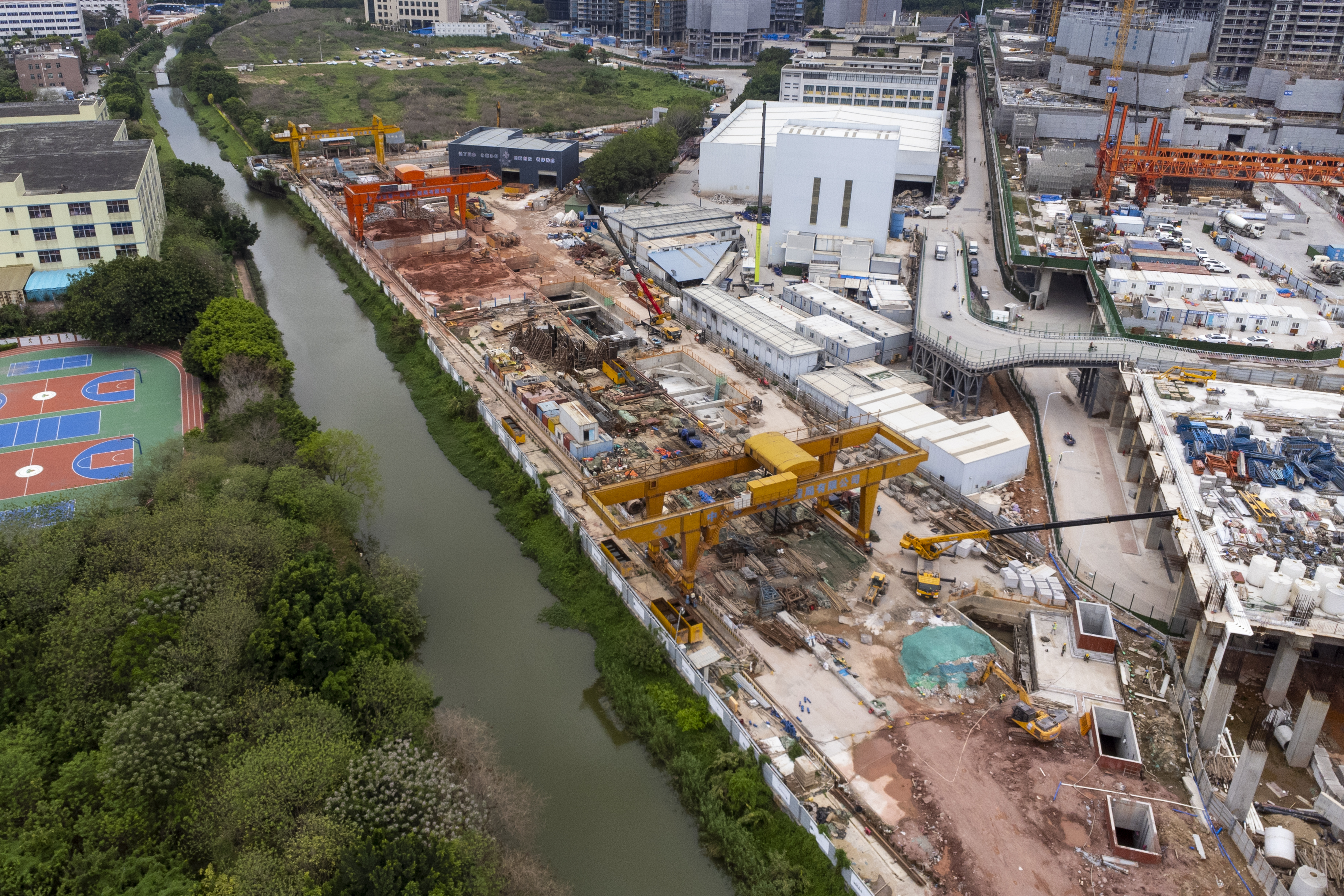
车站工地（2024年4月）

本站于2019年12月开工，2020年5月30日完成地下连续墙施工，2021年5月18日主体结构封顶，2024年12月完成“三权”移交。
本站因邻近赤沙车辆段，且作为其上盖物业的配套车站，所以规划及工程名称为赤沙站。2023年6月，广州地铁集团公示11号线车站初定名称，赤沙站名称被邻近本站的11、12号线换乘站使用。2024年8月，12号线东段车站初定名称公示，本站拟更名为赤沙北站。由于车站实际位于赤沙村西北方向，而赤沙村北部属于新港东站覆盖范围，被指会造成误导；市民政局在一个月后发布意见征集说明，认为市民的建议的站名指位偏离，易引起混淆、误导群众。次年4月，12号线东段正式站名公布，本站定名赤沙北站。
2025年6月29日，本站正式启用。